# The New Ray Anthony Show
The New Ray Anthony Show è un album live di Ray Anthony, pubblicato dalla Capitol Records nel 1960.

## Tracce
Lato A
1. Peter Gunn Theme (Henry Mancini)
2. Just in Time (Betty Comden, Adolph Green, Jule Styne)
3. Night Train (Jimmy Forrest)
4. Almost Like Being in Love (Frederick Loewe, Alan Jay Lerner)
5. Trés chic (Jack Hoffman, Charles Rosoff, Joseph Buddy Motola)
6. Come Back to Sorrento (Ernesto De Curtis, arrangiamento di Ray Anthony)
7. Baby (You've Got What It Takes) (Murray Stein, Clyde Otis)
8. Mr. Anthony's Boogie (George Williams, Ray Anthony)
9. And One O'Clock Jump (Count Basie)

Tempo totale lato A: 19:28
Lato B
1. Too Marvelous for Words (Richard Whiting, Johnny Mercer)
2. Why Don't You Do Right? (Joe McCoy)
3. Alright, Okay, You Win (Sid Wyche, Mayme Watts)
4. TV Themes
5. Mack the Knife (Kurt Weill, Marc Blitzstein)
6. Let's Call the Whole Thing Off (George Gershwin, Ira Gershwin)
7. When the Saints Go Marching In March (Tradizionale, arrangiamento di Ray Anthony)
8. Peter Gunn Theme (Henry Mancini)

Tempo totale lato B: 21:06

## Musicisti
- Ray Anthony - tromba
- Ray Anthony - voce (brani: Baby (You've Got What It Takes), Alright, Okay, You Win, Mack the Knife, Let's Call the Whole Thing Off e When the Saints Go Marching In March)
- Bob Fitzpatrick - trombone
- Joe Maini - sassofono alto
- Leo Anthony - sassofono baritono, clarinetto
- Arnold Ross - pianoforte
- Don Simpson - contrabbasso
- Jerry McKenzie - batteria
- Diane Hall - voce (brani: Almost Like Being in Love e Let's Call the Whole Thing Off)
- Annita Ray - voce (brani: Baby (You've Got What It Takes) e Why Don't You Do Right?)
- The Bookends (gruppo vocale) - cori (brani: Too Marvelous for Words e When the Saints Go Marching In March)
- George Williams - arrangiamenti (brano: Mr. Anthony's Boogie)